# Plaza de San Jorge (Cáceres)
La plaza de San Jorge situada en pleno corazón del recinto amurallado de Cáceres, se encuentra enmarcada por la iglesia de San Francisco Javier, la casa de los Becerra, un grupo de tiendas turísticas y la torre del palacio de los Golfines de Abajo.

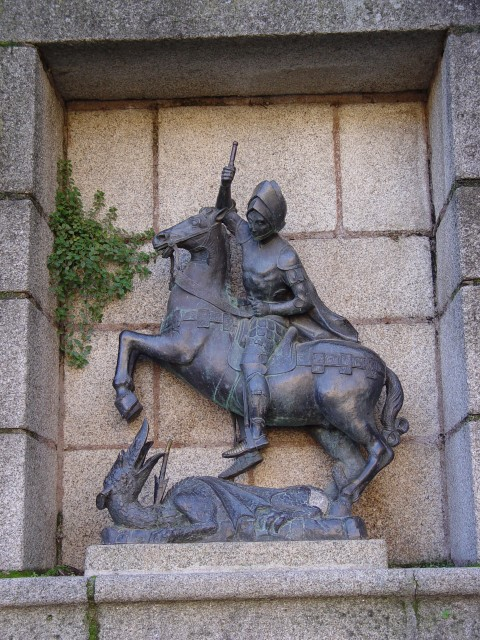
Estatua de San Jorge

En las escaleras de subida a la iglesia, se encuentra en una hornacina una figura montada de San Jorge, patrón de la ciudad, acabando con el dragón. La escultura, de bronce, es obra de José Rodríguez.
Vasari ha orientado las interpretaciones posteriores. El análisis que formula H.W. Janson con respecto al San Jorge no es algo fortuito. Según Janson, su expresión corresponde más a la figura victoriosa de David que a la de un santo matador de dragones. De este modo, ocuparía un lugar en la iconografía del héroe bíblico "entre la versión anterior del propio Donatello y el famoso gigante de Miguel Angel". Se ha llegado a reconocer en el San Jorge una metamorfosis de otra escultura del mismo estilo que representa un David. (...)
- Datos: Q6080073
- Multimedia: Plaza de San Jorge, Cáceres / Q6080073